# Етнографічний музей «Українська Слобода»
Етнографічний музей «Українська Слобода» — музей просто неба, в якому зібрано найкращі зразки народної архітектури й побуту Слобідського краю. Розташований в  с. Писарівка Золочівського району Харківської області.
Експонати музею: старовинний вітряк, комора, корчма, селянська хата.